# Anapisona pecki
Anapisona pecki är en spindelart som beskrevs av Norman I. Platnick och Mohammad U. Shadab 1979. Anapisona pecki ingår i släktet Anapisona och familjen Anapidae.
Artens utbredningsområde är Ecuador. Inga underarter finns listade i Catalogue of Life.